# اجاق تپه‌سی
اجاق تپه‌سی مربوط به هزاره اول قبل از میلاد - دوره اشکانیان - دوره ساسانیان است و در بخش مرکزی شهرستان سرآب، دهستان ملایعقوب، ۵۰۰ متری شمال غربی روستای وانق علیا واقع شده و این اثر در تاریخ ۶ اسفند ۱۳۸۵ با شمارهٔ ثبت ۱۷۵۲۴ به‌عنوان یکی از آثار ملی ایران به ثبت رسیده است.